# یئو یان یان
یئو یان یان (چینی ساده: 杨雁雁، انگلیسی: Yeo Yann Yann؛ زادهٔ ۲۰ فوریه ۱۹۷۷)؛ یک هنرپیشه اهل مالزی ساکن در سنگاپور است. او در زمینهٔ تئاتر، تلویزیون و فیلم فعالیت می‌کند.
از فیلم‌ها یا برنامه‌های تلویزیونی که وی در آن نقش داشته است می‌توان به ۸۸۱ اشاره کرد.
در سال ۲۰۱۳ میلادی، جایزهٔ بهترین بازیگر نقش مکمل زنِ جشنواره و جوایز فیلم اسب طلایی را برای ایفای نقش هوئی لِنگ در ایلو ایلو، از آن خود کرد. در همین سال جایزهٔ بهترین هنرپیشهٔ زن جشنواره فیلم ولادی‌وستک (پاسیفیک مِریدیَن) را تصاحب کرد.
او عضو هیات داوران بین‌المللی جشنواره جوایز آسیا پاسیفیک در سال ۲۰۲۳ بود